# Dysmachus hermonensis
Dysmachus hermonensis là một loài ruồi trong họ Asilidae. Dysmachus hermonensis được Theodor miêu tả năm 1980. Loài này phân bố ở vùng Cổ Bắc giới và châu Á.